# Torneo Clausura 2016 (Honduras)
El Torneo Clausura 2016 fue la sexagésima novena (69.ª) edición de la Liga Nacional de Honduras, siendo el segundo torneo de la Temporada 2015-16. Comenzó a disputarse el día 9 de enero y culminó el 22 de mayo de 2016.

## Sistema de competición

### Fase de clasificación
En la fase de clasificación se observará el sistema de puntos. La ubicación en la tabla general está sujeta a lo siguiente:
- Por juego ganado se obtendrán tres puntos.
- Por juego empatado se obtendrá un punto.
- Por juego perdido no se otorgan puntos.

El campeonato se jugará con un sistema de «todos contra todos» entre los diez equipos participantes. Los partidos estarán definidos en 18 jornadas, y al finalizar las mismas los primeros dos lugares clasificarán de manera automática a las semifinales, mientras que los equipos que ocuparon el 3°, 4°, 5° y 6° puesto tendrán que jugar la «Liguilla final» (repechajes) en partidos de ida y vuelta; el resto de los equipos quedará sin ninguna opción a pelear por el título.

### Fase final
La fase final se definirá por las siguientes etapas:
- Repechajes
- Semifinales
- Final

A las semifinales clasificarán los dos equipos vencedores de la «Liguilla final» y los antes clasificados de manera directa. Cada uno de estos cuatro equipos se enfrentarán en dos partidos (ida y vuelta) y el que logre anotar el mayor número de goles obtendrá un cupo en la «Gran Final». De existir empate en el número de goles anotados, la clasificación se definirá a través del Reglamento, es decir, el equipo que haya anotado el mayor número de goles en condición de visitante.
Disputarán el título de Campeón del Torneo de Clausura 2016 los dos clubes vencedores de la fase semifinal correspondiente, reubicándolos del uno al dos, de acuerdo a su mejor posición en la Tabla de Clasificación al término de la jornada 18.

## Información de los equipos

### Equipos participantes
| Equipo            | Ciudad         | Entrenador           | Estadio                                                           | Aforo                | Primera participación |
| ----------------- | -------------- | -------------------- | ----------------------------------------------------------------- | -------------------- | --------------------- |
| Olimpia           | Tegucigalpa    | Héctor Vargas        | Tiburcio Carías Andino                                            | 35,000               | 1965                  |
| Motagua           | Tegucigalpa    | Diego Vásquez        | Tiburcio Carías Andino                                            | 35,000               | 1965                  |
| Real España       | San Pedro Sula | Miguel Falero        | General Francisco Morazán Olímpico Metropolitano                  | 20,000 40,000        | 1965                  |
| Marathón          | San Pedro Sula | Jairo Ríos           | General Francisco Morazán Olímpico Metropolitano Yankel Rosenthal | 20,000 40,000 15,000 | 1965                  |
| Vida              | La Ceiba       | Elvin López          | Municipal Ceibeño                                                 | 20,000               | 1965                  |
| Victoria          | La Ceiba       | Jorge Ernesto Pineda | Municipal Ceibeño                                                 | 20,000               | 1968                  |
| Platense          | Puerto Cortés  | Guillermo Bernárdez  | Excelsior                                                         | 15,000               | 1965                  |
| Real Sociedad     | Tocoa          | Mauro Reyes          | Francisco Martínez Durón                                          | 10,000               | 2012                  |
| Honduras Progreso | El Progreso    | Héctor Castellón     | Humberto Micheletti                                               | 5,000                | 1965                  |
| Juticalpa F. C.   | Juticalpa      | Emilio Umanzor       | Juan Ramón Brevé Vargas                                           | 22,000               | 2015                  |

### Equipos por departamento
| Honduras Progreso Motagua Olimpia Real Sociedad Real España Marathón Vida Victoria Platense Juticalpa FC \| Departamento \| N.º \| Equipos \| \| ----------------- \| --- \| -------------------------------- \| \| Cortés \| 3 \| Marathón, Platense y Real España \| \| Atlántida \| 2 \| Victoria y Vida \| \| Francisco Morazán \| 2 \| Motagua y Olimpia \| \| Yoro \| 1 \| Honduras Progreso \| \| Colón \| 1 \| Real Sociedad \| \| Olancho \| 1 \| Juticalpa F.C. \| |     |                                  |
| Departamento | N.º | Equipos                          |
| Cortés | 3   | Marathón, Platense y Real España |
| Atlántida | 2   | Victoria y Vida                  |
| Francisco Morazán | 2   | Motagua y Olimpia                |
| Yoro | 1   | Honduras Progreso                |
| Colón | 1   | Real Sociedad                    |
| Olancho | 1   | Juticalpa F.C.                   |

## Clasificación

### Fase clasificatoria
| Marathón           | 1 - 2 | Honduras Progreso | Yankel Rosenthal        | 9 de enero  | 15:00 |
| Victoria           | 0 - 4 | Real Sociedad     | Ceibeño                 | 9 de enero  | 19:00 |
| Platense           | 0 - 2 | Motagua           | Excelsior               | 10 de enero | 15:00 |
| Juticalpa F. C.    | 1 - 1 | Vida              | Juan Ramón Brevé Vargas | 10 de enero | 15:30 |
| Olimpia            | 3 - 1 | Real España       | Tiburcio Carías Andino  | 10 de enero | 16:00 |
| Total de goles: 12 |       |                   |                         |             |       |

| Vida              | 2 - 1 | Real Sociedad  | Ceibeño                | 16 de enero | 19:00 |
| Honduras Progreso | 0 - 2 | Olimpia        | Humberto Micheletti    | 16 de enero | 19:00 |
| Motagua           | 4 - 0 | Victoria       | Tiburcio Carías Andino | 16 de enero | 19:00 |
| Real España       | 1 - 0 | Juticalpa F.C. | Morazán                | 16 de enero | 19:00 |
| Platense          | 2 - 3 | Marathón       | Excélsior              | 17 de enero | 15:00 |

| Marathón        | 1 - 0 | Vida              | Yankel Rosenthal         | 23 de enero | 15:00 |
| Victoria        | 1 - 1 | Real España       | Ceibeño                  | 23 de enero | 19:00 |
| Real Sociedad   | 2 - 2 | Platense          | Francisco Martínez Durón | 24 de enero | 14:00 |
| Juticalpa F. C. | 2 - 1 | Honduras Progreso | Juan Ramón Brevé Vargas  | 24 de enero | 15:30 |
| Olimpia         | 1 - 0 | Motagua           | Tiburcio Carías Andino   | 24 de enero | 16:00 |

| Honduras Progreso | - | Victoria       | Humberto Micheletti      | 29 de enero | 19:00 |
| Real España       | - | Motagua        | Morazán                  |             | 19:00 |
| Vida              | - | Platense       | Ceibeño                  | 30 de enero | 19:00 |
| Real Sociedad     | - | Juticalpa F.C. | Francisco Martínez Duron | 30 de enero | 15:00 |
| Olimpia           | - | Marathon       | Tiburcio Carías Andino   | 16:00       |       |

| Marathón        | - | Real España       | Yankel Rosenthal         | 22 de agosto | 15:00 |
| Victoria        | - | Vida              | Ceibeño                  | 22 de agosto | 19:00 |
| Real Sociedad   | - | Olimpia           | Francisco Martínez Durón | 23 de agosto | 13:00 |
| Juticalpa F. C. | - | Honduras Progreso | Juan Ramón Brevé Vargas  | 23 de agosto | 14:00 |
| Motagua         | - | Platense          | Tiburcio Carías Andino   | 23 de agosto | 16:00 |

| Honduras Progreso | - | Motagua         | Humberto Micheletti    | 28 de agosto | 19:00 |
| Victoria          | - | Juticalpa F. C. | Ceibeño                | 29 de agosto | 16:00 |
| Real España       | - | Real Sociedad   | Morazán                | 29 de agosto | 19:00 |
| Platense          | - | Marathón        | Excélsior              | 30 de agosto | 15:00 |
| Olimpia           | - | Vida            | Tiburcio Carías Andino | 30 de agosto | 16:00 |

| Honduras Progreso | - | Platense      | Humberto Micheletti     | 4 de septiembre | 19:00 |
| Real España       | - | Victoria      | Morazán                 | 5 de septiembre | 19:00 |
| Vida              | - | Marathón      | Ceibeño                 | 5 de septiembre | 19:00 |
| Juticalpa F. C.   | - | Olimpia       | Juan Ramón Brevé Vargas | 6 de septiembre | 14:00 |
| Motagua           | - | Real Sociedad | Tiburcio Carías Andino  | 6 de septiembre | 16:00 |

| Marathón      | - | Honduras Progreso | Yankel Rosenthal         | 12 de septiembre | 15:00 |
| Victoria      | - | Olimpia           | Ceibeño                  | 12 de septiembre | 19:00 |
| Real Sociedad | - | Juticalpa F. C.   | Francisco Martínez Durón | 13 de septiembre | 14:00 |
| Platense      | - | Real España       | Excélsior                | 13 de septiembre | 15:00 |
| Motagua       | - | Vida              | Tiburcio Carías Andino   | 13 de septiembre | 16:00 |

| Real España     | - | Motagua           | Morazán                  | 19 de septiembre | 19:00 |
| Vida            | - | Honduras Progreso | Ceibeño                  | 19 de septiembre | 19:00 |
| Juticalpa F. C. | - | Marathón          | Juan Ramón Brevé Vargas  | 20 de septiembre | 14:00 |
| Real Sociedad   | - | Victoria          | Francisco Martínez Durón | 20 de septiembre | 14:00 |
| Olimpia         | - | Platense          | Tiburcio Carías Andino   | 20 de septiembre | 16:00 |

## Tabla general
Simbología:

PJ: partidos jugados.

G: partidos ganados.

E: partidos empatados.

P: partidos perdidos.

GF: goles a favor.

GC: goles en contra.

Pts: puntos acumulados.

|  |     | Equipo          | PJ | G  | E | P  | GF | GC | Pts |
|  | --- | --------------- | -- | -- | - | -- | -- | -- | --- |
|  | 1.  | 'Olimpia'       | 18 | 11 | 4 | 3  | 37 | 13 | 37  |
|  | 2.  | 'Real Sociedad' | 18 | 10 | 7 | 1  | 35 | 15 | 37  |
|  | 3.  | Real España     | 18 | 9  | 5 | 4  | 29 | 19 | 32  |
|  | 4.  | Motagua         | 18 | 9  | 3 | 6  | 28 | 22 | 30  |
|  | 5.  | Juticalpa       | 18 | 8  | 4 | 6  | 25 | 22 | 28  |
|  | 6.  | Marathon        | 18 | 7  | 4 | 7  | 25 | 20 | 25  |
|  | 7.  | Vida            | 18 | 4  | 7 | 7  | 18 | 24 | 19  |
|  | 8.  | H. Progreso     | 18 | 3  | 6 | 9  | 21 | 30 | 15  |
|  | 9.  | Platense        | 18 | 3  | 6 | 9  | 18 | 34 | 15  |
|  | 10. | Victoria        | 18 | 1  | 4 | 13 | 10 | 47 | 7   |
|  |     |                 |    |    |   |    |    |    |     |

Fuente: Tabla de posiciones de la Liga Nacional de Honduras Archivado el 11 de agosto de 2014 en Wayback Machine.
|  | Clasificado directo a Semifinales            |
|  | Clasificado a la Liguilla final (Repechajes) |
|  | Último Lugar                                 |
|  | Disputó la Concacaf Liga Campeones 2015-16   |

## Fase final
|  | Repechajes | Repechajes   | Repechajes | Repechajes | Repechajes |  |  | Semifinales | Semifinales   | Semifinales | Semifinales | Semifinales |  |  | Final | Final         | Final | Final | Final |
|  |            |              |            |            |            |  |  |             |               |             |             |             |  |  |       |               |       |       |       |
|  |            |              |            |            |            |  |  | 0           | Real Sociedad |             | 5           |             |  |  |       |               |       |       |       |
|  | 6          | Marathon     | 1          | 0          | 1          |  |  | 3           | Real España   | 2           |             |             |  |  |       |               |       |       |       |
|  | 3          | Real España  | 0          | 2          | 2          |  |  |             |               |             |             |             |  |  | 1     | Olimpia       |       | 5     |       |
|  |            |              |            |            |            |  |  |             |               |             |             |             |  |  | 2     | Real Sociedad |       | 2     |       |
|  |            |              |            |            |            |  |  | 1           | Olimpia       | 2           | 0           |             |  |  |       |               |       |       |       |
|  | 5          | Juticalpa FC | 1          | 0          | 1          |  |  | 4           | Motagua       | 0           | 0           |             |  |  |       |               |       |       |       |
|  | 4          | Motagua      | 0          | 3          | 3          |  |  |             |               |             |             |             |  |  |       |               |       |       |       |

#### Repechajes
|  | Marathón | 1-0 | Real España | Yankell Rosenthal, San Pedro Sula |  |

|  | Real España | 2-0 | Marathón | Estadio Morazán, San Pedro Sula |  |

|  | Juticalpa FC | 1-0 | Motagua | Juan Ramón Breve, Juticalpa |  |

|  | Motagua | 3-0 | Juticalpa FC | Nacional, Tegucigalpa |  |

#### Semifinales
|  | Motagua | 0-0 | Olimpia | Nacional, Tegucigalpa |  |

|  | Olimpia | 2-0 | Motagua | Nacional, Tegucigalpa |  |

|  | Real España | 2-2 | Real Sociedad | Morazán, San Pedro Sula |  |

|  | Real Sociedad | 3-0 | Real España | Francisco Martínez Duron, Tocoa |  |

#### Final
| 1     | POR   | ? |  |
| 2     | DEF   | ? |  |
| 3     | DEF   | ? |  |
| 4     | DEF   | ? |  |
| 5     | DEF   | ? |  |
| 6     | MED   | ? |  |
| 7     | MED   | ? |  |
| 8     | MED   | ? |  |
| 9     | MED   | ? |  |
| 10    | DEL   | ? |  |
| 11    | DEL   | ? |  |
| D. T. | D. T. | ? |  |

| 1     | POR   | ? |  |
| 2     | DEF   | ? |  |
| 3     | DEF   | ? |  |
| 4     | DEF   | ? |  |
| 5     | DEF   | ? |  |
| 6     | MED   | ? |  |
| 7     | MED   | ? |  |
| 8     | MED   | ? |  |
| 9     | MED   | ? |  |
| 10    | DEL   | ? |  |
| 11    | DEL   | ? |  |
| D. T. | D. T. | ? |  |

| 12 | Defensa        | ? | Entró |
| 13 | Centrocampista | ? | Entró |
| 14 | Delantero      | ? | Entró |

| 12 | Defensa        | ? | Entró |
| 13 | Centrocampista | ? | Entró |
| 14 | Delantero      | ? | Entró |

| Anotado · Anotado | ? | : |

| Anotado · Anotado | ? | : |

| Principal | ? |

| 1     | POR   | ? |  |
| 2     | DEF   | ? |  |
| 3     | DEF   | ? |  |
| 4     | DEF   | ? |  |
| 5     | DEF   | ? |  |
| 6     | MED   | ? |  |
| 7     | MED   | ? |  |
| 8     | MED   | ? |  |
| 9     | MED   | ? |  |
| 10    | DEL   | ? |  |
| 11    | DEL   | ? |  |
| D. T. | D. T. | ? |  |

| 1     | POR   | ? |  |
| 2     | DEF   | ? |  |
| 3     | DEF   | ? |  |
| 4     | DEF   | ? |  |
| 5     | DEF   | ? |  |
| 6     | MED   | ? |  |
| 7     | MED   | ? |  |
| 8     | MED   | ? |  |
| 9     | MED   | ? |  |
| 10    | DEL   | ? |  |
| 11    | DEL   | ? |  |
| D. T. | D. T. | ? |  |

| 12 | Defensa        | ? | Entró |
| 13 | Centrocampista | ? | Entró |
| 14 | Delantero      | ? | Entró |

| 12 | Defensa        | ? | Entró |
| 13 | Centrocampista | ? | Entró |
| 14 | Delantero      | ? | Entró |

| Anotado · Anotado | ? | : |

| Anotado · Anotado | ? | : |

| Principal | ? |

| 1     | POR   | ? |  |
| 2     | DEF   | ? |  |
| 3     | DEF   | ? |  |
| 4     | DEF   | ? |  |
| 5     | DEF   | ? |  |
| 6     | MED   | ? |  |
| 7     | MED   | ? |  |
| 8     | MED   | ? |  |
| 9     | MED   | ? |  |
| 10    | DEL   | ? |  |
| 11    | DEL   | ? |  |
| D. T. | D. T. | ? |  |

| 1     | POR   | ? |  |
| 2     | DEF   | ? |  |
| 3     | DEF   | ? |  |
| 4     | DEF   | ? |  |
| 5     | DEF   | ? |  |
| 6     | MED   | ? |  |
| 7     | MED   | ? |  |
| 8     | MED   | ? |  |
| 9     | MED   | ? |  |
| 10    | DEL   | ? |  |
| 11    | DEL   | ? |  |
| D. T. | D. T. | ? |  |

| 12 | Defensa        | ? | Entró |
| 13 | Centrocampista | ? | Entró |
| 14 | Delantero      | ? | Entró |

| 12 | Defensa        | ? | Entró |
| 13 | Centrocampista | ? | Entró |
| 14 | Delantero      | ? | Entró |

| Anotado · Anotado | ? | : |

| Anotado · Anotado | ? | : |

| Principal | ? |

| 1     | POR   | ? |  |
| 2     | DEF   | ? |  |
| 3     | DEF   | ? |  |
| 4     | DEF   | ? |  |
| 5     | DEF   | ? |  |
| 6     | MED   | ? |  |
| 7     | MED   | ? |  |
| 8     | MED   | ? |  |
| 9     | MED   | ? |  |
| 10    | DEL   | ? |  |
| 11    | DEL   | ? |  |
| D. T. | D. T. | ? |  |

| 1     | POR   | ? |  |
| 2     | DEF   | ? |  |
| 3     | DEF   | ? |  |
| 4     | DEF   | ? |  |
| 5     | DEF   | ? |  |
| 6     | MED   | ? |  |
| 7     | MED   | ? |  |
| 8     | MED   | ? |  |
| 9     | MED   | ? |  |
| 10    | DEL   | ? |  |
| 11    | DEL   | ? |  |
| D. T. | D. T. | ? |  |

| 12 | Defensa        | ? | Entró |
| 13 | Centrocampista | ? | Entró |
| 14 | Delantero      | ? | Entró |

| 12 | Defensa        | ? | Entró |
| 13 | Centrocampista | ? | Entró |
| 14 | Delantero      | ? | Entró |

| Anotado · Anotado | ? | : |

| Anotado · Anotado | ? | : |

| Principal | ? |

| 1     | POR   | ? |  |
| 2     | DEF   | ? |  |
| 3     | DEF   | ? |  |
| 4     | DEF   | ? |  |
| 5     | DEF   | ? |  |
| 6     | MED   | ? |  |
| 7     | MED   | ? |  |
| 8     | MED   | ? |  |
| 9     | MED   | ? |  |
| 10    | DEL   | ? |  |
| 11    | DEL   | ? |  |
| D. T. | D. T. | ? |  |

| 1     | POR   | ? |  |
| 2     | DEF   | ? |  |
| 3     | DEF   | ? |  |
| 4     | DEF   | ? |  |
| 5     | DEF   | ? |  |
| 6     | MED   | ? |  |
| 7     | MED   | ? |  |
| 8     | MED   | ? |  |
| 9     | MED   | ? |  |
| 10    | DEL   | ? |  |
| 11    | DEL   | ? |  |
| D. T. | D. T. | ? |  |

| 12 | Defensa        | ? | Entró |
| 13 | Centrocampista | ? | Entró |
| 14 | Delantero      | ? | Entró |

| 12 | Defensa        | ? | Entró |
| 13 | Centrocampista | ? | Entró |
| 14 | Delantero      | ? | Entró |

| Anotado · Anotado | ? | : |

| Anotado · Anotado | ? | : |

| Principal | ? |

| 1     | POR   | ? |  |
| 2     | DEF   | ? |  |
| 3     | DEF   | ? |  |
| 4     | DEF   | ? |  |
| 5     | DEF   | ? |  |
| 6     | MED   | ? |  |
| 7     | MED   | ? |  |
| 8     | MED   | ? |  |
| 9     | MED   | ? |  |
| 10    | DEL   | ? |  |
| 11    | DEL   | ? |  |
| D. T. | D. T. | ? |  |

| 1     | POR   | ? |  |
| 2     | DEF   | ? |  |
| 3     | DEF   | ? |  |
| 4     | DEF   | ? |  |
| 5     | DEF   | ? |  |
| 6     | MED   | ? |  |
| 7     | MED   | ? |  |
| 8     | MED   | ? |  |
| 9     | MED   | ? |  |
| 10    | DEL   | ? |  |
| 11    | DEL   | ? |  |
| D. T. | D. T. | ? |  |

| 12 | Defensa        | ? | Entró |
| 13 | Centrocampista | ? | Entró |
| 14 | Delantero      | ? | Entró |

| 12 | Defensa        | ? | Entró |
| 13 | Centrocampista | ? | Entró |
| 14 | Delantero      | ? | Entró |

| Anotado · Anotado | ? | : |

| Anotado · Anotado | ? | : |

| Principal | ? |

| 1     | POR   | ? |  |
| 2     | DEF   | ? |  |
| 3     | DEF   | ? |  |
| 4     | DEF   | ? |  |
| 5     | DEF   | ? |  |
| 6     | MED   | ? |  |
| 7     | MED   | ? |  |
| 8     | MED   | ? |  |
| 9     | MED   | ? |  |
| 10    | DEL   | ? |  |
| 11    | DEL   | ? |  |
| D. T. | D. T. | ? |  |

| 1     | POR   | ? |  |
| 2     | DEF   | ? |  |
| 3     | DEF   | ? |  |
| 4     | DEF   | ? |  |
| 5     | DEF   | ? |  |
| 6     | MED   | ? |  |
| 7     | MED   | ? |  |
| 8     | MED   | ? |  |
| 9     | MED   | ? |  |
| 10    | DEL   | ? |  |
| 11    | DEL   | ? |  |
| D. T. | D. T. | ? |  |

| 12 | Defensa        | ? | Entró |
| 13 | Centrocampista | ? | Entró |
| 14 | Delantero      | ? | Entró |

| 12 | Defensa        | ? | Entró |
| 13 | Centrocampista | ? | Entró |
| 14 | Delantero      | ? | Entró |

| Anotado · Anotado | ? | : |

| Anotado · Anotado | ? | : |

| Principal | ? |

| 1     | POR   | ? |  |
| 2     | DEF   | ? |  |
| 3     | DEF   | ? |  |
| 4     | DEF   | ? |  |
| 5     | DEF   | ? |  |
| 6     | MED   | ? |  |
| 7     | MED   | ? |  |
| 8     | MED   | ? |  |
| 9     | MED   | ? |  |
| 10    | DEL   | ? |  |
| 11    | DEL   | ? |  |
| D. T. | D. T. | ? |  |

| 1     | POR   | ? |  |
| 2     | DEF   | ? |  |
| 3     | DEF   | ? |  |
| 4     | DEF   | ? |  |
| 5     | DEF   | ? |  |
| 6     | MED   | ? |  |
| 7     | MED   | ? |  |
| 8     | MED   | ? |  |
| 9     | MED   | ? |  |
| 10    | DEL   | ? |  |
| 11    | DEL   | ? |  |
| D. T. | D. T. | ? |  |

| 12 | Defensa        | ? | Entró |
| 13 | Centrocampista | ? | Entró |
| 14 | Delantero      | ? | Entró |

| 12 | Defensa        | ? | Entró |
| 13 | Centrocampista | ? | Entró |
| 14 | Delantero      | ? | Entró |

| Anotado · Anotado | ? | : |

| Anotado · Anotado | ? | : |

| Principal | ? |

|                             |
| Campeón Olimpia 30° títulos |

## Estadísticas

### Tabla de Goleo
| Jugador                                   | Equipos | Goles |
| ----------------------------------------- | ------- | ----- |
| [[]]                                      | [[]]    | '     |
| [[]]                                      | [[]]    |       |
| [[]]                                      | [[]]    |       |
| [[]]                                      | [[]]    |       |
| [[]]                                      | [[]]    |       |
| [[]]                                      | [[]]    |       |
| [[]]                                      | [[]]    |       |
| [[]]                                      | [[]]    |       |
| [[]]                                      | [[]]    |       |
| [[]]                                      | [[]]    |       |
| Última actualización: 3 de enero de 2016. |         |       |

### Clasificados a torneos internacionales
| Concacaf Liga Campeones 2016-17 | Clasificado como             |
| ------------------------------- | ---------------------------- |
| Honduras Progreso               | Campeón Torneo Apertura 2015 |
| Olimpia                         | Campeón Torneo Clausura 2016 |

### Hat-tricks o más
| de 2016 | [[]] | ' · ' · ' | ' | : |  |

### Descenso de categoría
|                                           | Equipo            | PJ | G  | E  | P  | GF | GC | Pts |
| ----------------------------------------- | ----------------- | -- | -- | -- | -- | -- | -- | --- |
| 1.                                        | 'Olimpia'         | 36 | 19 | 6  | 11 | 69 | 38 | 63  |
| 2.                                        | Motagua           | 36 | 18 | 8  | 11 | 70 | 47 | 62  |
| 3.                                        | Real Sociedad     | 36 | 16 | 12 | 8  | 61 | 37 | 60  |
| 4.                                        | Honduras Progreso | 36 | 14 | 9  | 13 | 52 | 49 | 51  |
| 5.                                        | Juticalpa FC      | 36 | 14 | 8  | 14 | 44 | 45 | 50  |
| 6.                                        | Marathon          | 36 | 13 | 10 | 13 | 43 | 39 | 49  |
| 7.                                        | Real España       | 36 | 12 | 11 | 13 | 55 | 58 | 47  |
| 8.                                        | Vida              | 36 | 11 | 13 | 13 | 37 | 48 | 45  |
| 9.                                        | Platense FC       | 36 | 8  | 13 | 15 | 38 | 54 | 37  |
| 10.                                       | Victoria          | 36 | 5  | 11 | 20 | 30 | 82 | 26  |
| Última actualización: 22 de mayo de 2016. |                   |    |    |    |    |    |    |     |

Al término de la temporada 2015/2016, el Club Deportivo Victoria descendió a Segunda División.
|  | Descendido a Liga de Ascenso. |